# Терапија
Терапија или лечење је поступак којим се ублажавају или отклањају поремећаји и успоставља претходно нарушено, нормално стање здравља. Уколико се лече само симптоми, онда је то симптоматска, а ако се уклањају узроци болести, онда је то каузална терапија.

## Историја
Пре стварања терапије као формалне процедуре, људи су причали приче једни другима да би се информисали и помогли. Термин „исцељење речима“ коришћен је пре више од 3.500 година у грчким и египатским записима. Термин психотерапија је измишљен у 19. веку, а психоанализу је основао Сигмунд Фројд мање од једне деценије касније.

## Семантика
Речи нега, терапија, лечење и интервенција се преклапају у семантичком пољу и стога могу бити синоними у зависности од контекста. Крећући се удесно кроз тај редослед, конотативни ниво холизма опада, а ниво специфичности (до конкретних примера) расте. Дакле, у контексту здравствене заштите (где се њени ставови увек не рачунају), реч брига има тенденцију да имплицира широку идеју о свему што се ради да би се заштитило или побољшало нечије здравље (на пример, као у терминима превентивна заштита и примарна заштита, који подразумевају сталну активност), иако понекад подразумева ужу идеју (на пример, у најједноставнијим случајевима збрињавања рана или после анестезије, довољно је неколико одређених корака и интеракција пацијента са  пружаоцем услуга се убрзо завршава). 
Насупрот томе, реч интервенција тежи да буде специфична и конкретна, па је стога реч често пребројива; на пример, један случај катетеризације срца је једна изведена интервенција, а коронарна нега (без бројања) може захтевати низ интервенција (број). У крајњем случају, нагомилавање таквих бројних интервенција представља интервенционизам, погрешан модел неге којем недостаје холистичка обазривост – само третирање дискретних проблема (у наплативим корацима), а не одржавање здравља. 
Терапија и третман, у средини семантичког поља, могу конотирати или холизам неге или дискретност интервенције, са контекстом који преноси намеру у свакој употреби. Сходно томе, они се могу користити и у бројним поступцима (на пример, терапија хроничне болести бубрега може укључивати неколико дијализних третмана недељно).
Речи ацеологија и и аматологија су нејасни и застарели синоними који се односе на проучавање терапија.
Енглеска реч терапија изведена је из латинске речи therapīa од грчког: θεραπεια и дословно значи „лечење“ или „исцељење“.

## Основе лечења
Савремена теорија медицинске антропологије поступке лечења посматра кроз синтезу три различита медицинска система, као што су:
- народна медицина,
- биомедицина,
- популарни сектор (који у себи интегрише оба напред наведена медицинска система)

У сваком од ова три система поступци лечења се воде одређеним културним правилима, која подразумевају одговарајуће идеје и праксе у погледу болести и здравља.
Упоредо постојање биомедицине и народне медицине омогућило је настанак и трећег медицинског система у оквиру кога се спроводи лечење — популарног сектора, који у себи интегрише оба поменута медицинска система, који су иначе по начину лечења изоловани један од другог.

## Избор пацијената у лечењу
Избори пацијената у лечењу укорењени су у популарној култури, тако да се након примљеног третмана из народног или професионалног сектора, пацијент повремено враћа назад популарном сектору како би се одлучило шта даље чинити. Тиме пацијент постаје ангажован чинилац при лечењу јер се увиђају њихови поступци и одлуке. 
Тиме се, свакако, омогућава вернији приказ и боље разумевање поступака лечења у пракси, за разлику од поставке односа моћи, по којој пацијенти пасивно, послушно и доследно упражњавају инструкције лекара као ауторитета. На тај начин је у медицинској антропологији начињен помак од проучавања затворених медицинских система ка проучавању пракси лечења. Тиме се лечење открива као креативни процес где, као значајан, фигурира синкретизам различитих медицинских система, у чијем центру стоји пацијент као главни делатник.

## Врсте терапија
Терапија долази у различитим облицима. То укључује терапију когнитивног понашања, терапију дијалектичког понашања, когнитивну терапију засновану на свесности, физикалну терапију, итд. Терапеути су овде за примену и свакодневно их користе многи људи. Терапеути су обучени да пруже третман појединцу или групи. Терапија је измишљена током 1800-их, а оснивач је био Франц Месмер, „отац западне психотерапије“. Сигмунд Фројд тада ступа на сцену и показује дубину разумевања различитих типова укључених у терапију. Терапија се користи на много начина да се обликује и помогне реформисаној особи. Ова врста третмана омогућава појединцима да поврате способности које су изгубили или желе да остваре. Многи појединци долазе на терапију тражећи начине да се изборе са проблемима и да добију емоционално ослобађање. На пример, излечење од трауме, потребом за подршком, због емоционалних проблема и још много тога. Омогућавање особи да изрази своје мисли и осећања у извесној мери води ка терапијском опоравку, и то се назива терапијски процес.

### По хронологији, приоритету или интензитету

#### Линије терапије
Одлуке о лечењу често прате формалне или неформалне алгоритамске смернице. Опције лечења се често могу рангирати или одредити приоритетима у терапијске линије: терапија прве линије, терапија друге линије, терапија треће линије, итд. Терапија прве линије (која се понекад назива индукциона терапија, примарна терапија или терапија фронт-лине) је прва терапија која ће бити испробана. Њен приоритет у односу на друге опције обично је или: (1) званично препоручен на основу доказа клиничког испитивања за најбољу доступну комбинацију ефикасности, безбедности и подношљивости или (2) изабран на основу клиничког искуства лекара. Ако терапија прве линије или не успе да реши проблем или произведе неподношљиве нуспојаве, додатне терапије (друге линије) могу је заменити или бити додате режиму лечења, након чега следе терапије треће линије и тако даље.

### По намери
| Тип терапије                                  | Опис |
| --------------------------------------------- | --- |
| Абортивна терапија                            | Терапија која има за циљ да заустави даље напредовање здравственог стања. Лекови који се узимају при најранијим знацима болести, као што је аналгетик који се узима при првим симптомима мигренске главобоље како би се спречило њено погоршање, је абортивна терапија. |
| Терапија премошћавања                         | Терапија која фигуративно пружа мост ка другом кораку или фази, преласку преко неког непосредног понора (изазов), за разлику од терапије одредишта, која је коначна терапија у случајевима када је клинички прикладно. |
| Консолидована терапија                        | Терапија која се даје за консолидацију добити од индукционе терапије. Код рака, то значи потрага за свим малигним ћелијама које могу остати. |
| Куративна терапија                            | Терапија са куративном намером, то јест она која настоји да излечи основни узрок поремећаја. (такође се назива етиотропна терапија) |
| Дефинитивна терапија                          | Терапија која може бити коначна, супериорна у односу на друге, лековита или све заједно. |
| Одредишна терапија                            | Терапија која је крајња дестинација, а не мост ка другој терапији. Обично се односи на вентрикуларне помоћне уређаје за одржавање постојећег срца, не само док не дође до трансплантације срца, већ и до краја животног века пацијента. |
| Емпиријска терапија                           | Терапија која се даје на емпиријској основи; то јест, она дата према образованој претпоставци клиничара упркос неизвесности о узрочним факторима болести. На пример, емпиријска антибиотичка терапија се одмах примењује користећи антибиотик широког спектра на бази добре шансе (с обзиром на историју, налазе физичког прегледа и присутне факторе ризика) да је болест бактеријска и да ће реаговати на тај лек (иако бактерија врста или варијанта још није позната). |
| Терапија златног стандарда                    | Терапија која је дефинитивна, као што је дијагностички тест са златним стандардом дефинитиван тест. |
| Истраживачка терапија                         | Експериментална терапија. Употреба експерименталних терапија мора бити етички оправдана, јер по дефиницији постављају питање стандарда неге. Лекари имају аутономију да пруже емпиријску негу (као што је нега која није прописана) у складу са својим искуствима и клиничком проценом, али аутономија има ограничења која искључују надрилекарство. Стога ће можда бити неопходно осмислити клиничко испитивање око нове терапије и користити терапију само према формалном протоколу. Понекад стенографске фразе као што је „лечено по протоколу” не подразумевају само „лечење према плану” већ посебно „лечено истраживачком терапијом”. |
| Терапија одржавања                            | Терапија која се узима током ремисије болести да би се спречио рецидив. |
| Палијативна терапија                          | Терапија је подршке за конотативне разлике. |
| Превентивна терапија (профилактичка терапија) | Терапија која има за циљ да спречи појаву медицинског стања (такође се назива профилакса). На пример, многе вакцине спречавају заразне болести. |
| Спасоносна терапија (терапија спасавања)      | Терапија која је покушана након што друге нису успеле; то може бити терапија „последње линије]]”. |
| Степдаун терапија                             | Терапија која постепено смањује дозу уместо да је нагло прекида. На пример, прелазак са интравенских на оралне антибиотике као се инфекција ставља под контролу снижава интензитет терапије. |
| Потпорна терапија                             | Терапија која не лечи или побољшава основно стање, већ повећава удобност пацијента, такође се назива симптоматско лечење. На пример, помоћна нега за грип, прехладу или гастроинтестиналне сметње може укључивати одмор, течност и лекове против болова без рецепта; та средства не лече узрок, али лече симптоме и тако пружају олакшање. Потпорна терапија може бити палијативна терапија палијативно збрињавање). Ова два термина су понекад синоними, али палијативно збрињавање се често посебно односи на тешку болест и негу на крају живота. Терапија се може категорисати да је са лековитом намером (када је могуће елиминисати болест) или палијативном намером (када је елиминисање болести немогуће и фокус се помера на минимизирање тегобе коју она изазива). То двоје се често супротстављају (међусобно се искључују) у неким контекстима (као што је менаџмент неких карцинома), али се по својој природи међусобно не искључују; често терапија може бити истовремено и лековита и палијативна. Психотерапија подршке има за циљ да подржи пацијента ублажавањем најгорих симптома, уз очекивање да коначна терапија може уследити касније ако је могуће. |
| Системска терапија                            | Терапија која је системска. У физиолошком смислу, ово значи да утиче на цело тело (уместо да буде локална или локорегионална), било путем системске примене, системског ефекта или обоје. Системска терапија у психотерапијском смислу настоји да се обрати људима не само на индивидуалном нивоу већ и као људима у односима, бавећи се интеракцијама група. |